# Instituto Siervas del Sagrado Corazón de Jesús
El Instituto Secular Siervas del Sagrado Corazón de Jesús - Mensajeras de María (oficialmente en polaco: Instytut Świecki Służebnic Najświętszego Serca Jezusa - Posłanniczek Maryi) es un instituto secular femenino de la Iglesia católica de derecho pontificio, fundado por el sacerdote capuchino polaco Honorato Kozminski, en Varsovia, en 1874. A las miembros de este instituto se les conoce como siervas del Sagrado Corazón o también como mensajeras de María.

## Historia
El religioso capuchino polaco Honorato Kozminski, conocido por ser el fundador de un gran número de congregaciones e institutos, fundó en Varsovia, con la ayuda de la religiosa, también polaca, Józefa Chudzyńska, una asociación de mujeres dedicadas a las obras de caridad. El instituto inició en 1874, bajo la regla de la Tercera Orden de San Francisco. sin embargo, las mujeres fueron obligadas a asumir la vida religiosa, con la emisión de los votos, para poder vivir en comunidad y como consagradas, ya que es esa época los institutos seculares aún no tenían una forma clara en el seno de la Iglesia católica. El instituto recibió entonces la aprobación pontificia como congregación religiosa en 1910, durante el pontificado de Pío X.
El 8 de diciembre de 1981, bajo el pontificado de Juan Pablo II, la congregación, queriendo retornar a los ideales del fundador, recobró su estatus como instituto secular de derecho pontificio.

## Organización
El Instituto Secular Siervas del Sagrado Corazón de Jesús es un instituto de comunidades o pequeños grupos autónomos de mujeres, que se consagran al servicio de la caridad, desde sus ambientes. Ejerciendo carreras profesionales u otros tipos de participaciones en el mundo, especialmente como profesores o educadores. Sus miembros se dedican de manera especial a predicar el evangelio, por medio de su testimonio, en los ambientes donde cobra fuerza el ateísmo.
El gobierno general del instituto es ejercido por una presidente, cuya función sirve sobre todo para mantener la comunión entre las diversas comunidades o grupos autónomos. La casa central de las siervas del Sagrado Corazón se encuentra en Konstancin-Jeziorna (Polonia).